# Puccinia muehlenbeckiae
Puccinia muehlenbeckiae är en svampart som först beskrevs av Mordecai Cubitt Cooke, och fick sitt nu gällande namn av P. Syd. & Syd. 1903. Puccinia muehlenbeckiae ingår i släktet Puccinia och familjen Pucciniaceae.   Inga underarter finns listade i Catalogue of Life.